# Little Cornard
Little Cornard är en by (village) och en civil parish i Babergh, Suffolk i sydöstra England, Orten har 305 invånare (2001). Den har en kyrka.